# Clementine (film, 2004)
Pour les articles homonymes, voir Clémentine (homonymie).
Pour plus de détails, voir Fiche technique et Distribution.
Clementine (클레멘타인) est un film sud-coréen réalisé par Kim Du-yeong, sorti en 2004.

## Synopsis
Un champion de taekwondo, Kim, abandonne sa carrière pour s'occuper de sa fille. Mais un mafieux officiant dans les paris clandestins l'enlève et il est obligé de combattre Jack Miller, « le roi de la cage ».

## Fiche technique
- Titre : Clementine
- Titre original : 클레멘타인
- Réalisation : Kim Du-yeong
- Scénario : Eun Hye-rim
- Musique : Lee Sang-ho
- Photographie : Ku Gyu-hwan et Thomas Kuo
- Montage : Kang Myeong-Hwan
- Production : Mark Hicks
- Société de production : Pearl Star Pictures
- Pays :  Corée du Sud et  États-Unis
- Genre : Action et drame
- Durée : 100 minutes
- Dates de sortie : 
  -  Corée du Sud : 21 mai 2004[1]

## Distribution
- Lee Dong-jun : Kim
- Steven Seagal : Jack Miller
- Eun Seo-woo : Sa-rang